# 普利茅斯猶太會堂
普利茅斯猶太會堂（英語：Plymouth Synagogue）是英國英格蘭城市普利茅斯的一座猶太會堂，也是普利茅斯希伯來協會（Plymouth Hebrew Congregation）的所在地。這座猶太會堂修建於1762年，是一座II*級登錄建築，也是英語世界現存最古老的由阿什肯納茲猶太人修建的猶太會堂。

## 歷史
普利茅斯在18世紀中期出現了一個猶太人社區，其成員主要是來自德國和荷蘭的猶太人移民。大多數成員都以埃姆登（Emden）為姓氏。
1745年時，當地的猶太人社區已經定期在私人住宅中舉辦宗教集會，有時亦租借場所舉辦儀式。修建猶太會堂的計劃開始於1759年。1762年，會堂用地被租用，但由於並不確定由猶太人簽訂的租約合法，租約是由一位名為Samuel Champion的基督徒署名的。猶太人會眾在1834年購買了猶太會堂的永久產權。

## 建築
這座猶太會堂的建築師並無記錄，可能由本地的建築師設計修建。普利茅斯猶太會堂的建築材質選用了粉刷過的磚石，屋頂則使用了康沃爾板岩。猶太會堂的東端是臨街一側。會堂的大門位於西側，實際上面向後花園。普利茅斯猶太會堂隱藏在一座小街上，英國猶太建築專家沙曼·卡迪什認為，選擇一個並不醒目的位置是為了防止會堂被破壞（非英國國教會的宗教設施在18世紀時經常遭到破壞）。僅從外表上看的話，這座猶太會堂和非國教徒的教堂沒有任何不同。
猶太會堂的前廳鋪設有明頓陶瓦，其歷史可以追溯至維多利亞時代的翻新工程。現在通往女性用空間部分的樓梯也是在同一時期修建的。前廳可能是維多利亞時期對祈禱廳的擴建。建築在最初修建時可能沒有前廳，女性用空間則可能有外部樓梯。
和英國的猶太會堂類似，普利茅斯猶太會堂有一個祈禱板，用希伯來語祈禱英國王室昌盛。普利茅斯猶太會堂祈禱板的歷史可以追溯至1762年。通常每逢新王登基時，舊君主的名字都會被新君主取代。現在祈禱板上記載的君主名字是喬治五世和瑪麗王后（特克的瑪麗）。
除了精緻的妥拉櫃之外，猶太會堂的內部裝飾十分簡單。該建築天花板平坦，女性用空間則位於三面靠牆的位置。最初的女性空間則僅位於西端。猶太會堂的玻璃最初是透明的，現在的花窗玻璃添加於20世紀。妥拉櫃兩側的窗戶在1874年添加。卡迪什認為在18世紀的宗教氣氛中，將猶太會堂的窗戶公之於眾可能並不明智。

## 妥拉櫃
普利茅斯猶太會堂的妥拉櫃裝飾精緻，為巴洛克風格，高達兩層，和整座建築相當。妥拉櫃裝飾有科林斯柱式的柱子，二層有一對記載十誡的平板。這座妥拉櫃自荷蘭運來，並在當地重新組裝，和猶太會堂其它部分的建築風格形成對比。2002年，妥拉櫃使用了金箔、白色和藍色油漆進行了翻新，變得更加明亮。

## 外部連結
- 官方网站
- Plymouth Hebrew Congregation （页面存档备份，存于） on Jewish Communities and Records – UK （页面存档备份，存于） (hosted by jewishgen.org).
- Virtual tour  （页面存档备份，存于）